# Casa del Marqués de Benicarló
La Casa del Marqués de Benicarló és un palauet barroc situat al centre històric de la ciutat de Benicarló, declarat Bé d'interès cultural, en la categoria de Monument, en 2007.

## Història
Antiga seu del comanador de l'Orde de Montesa, durant el segle xviii el seu abandó provocà el deteriorament fins que el 1776 l'Orde decideix permutar-la per un magatzem a Joaquim Miquel. El nou propietari, en aquest lloc, edificà una nova casa.

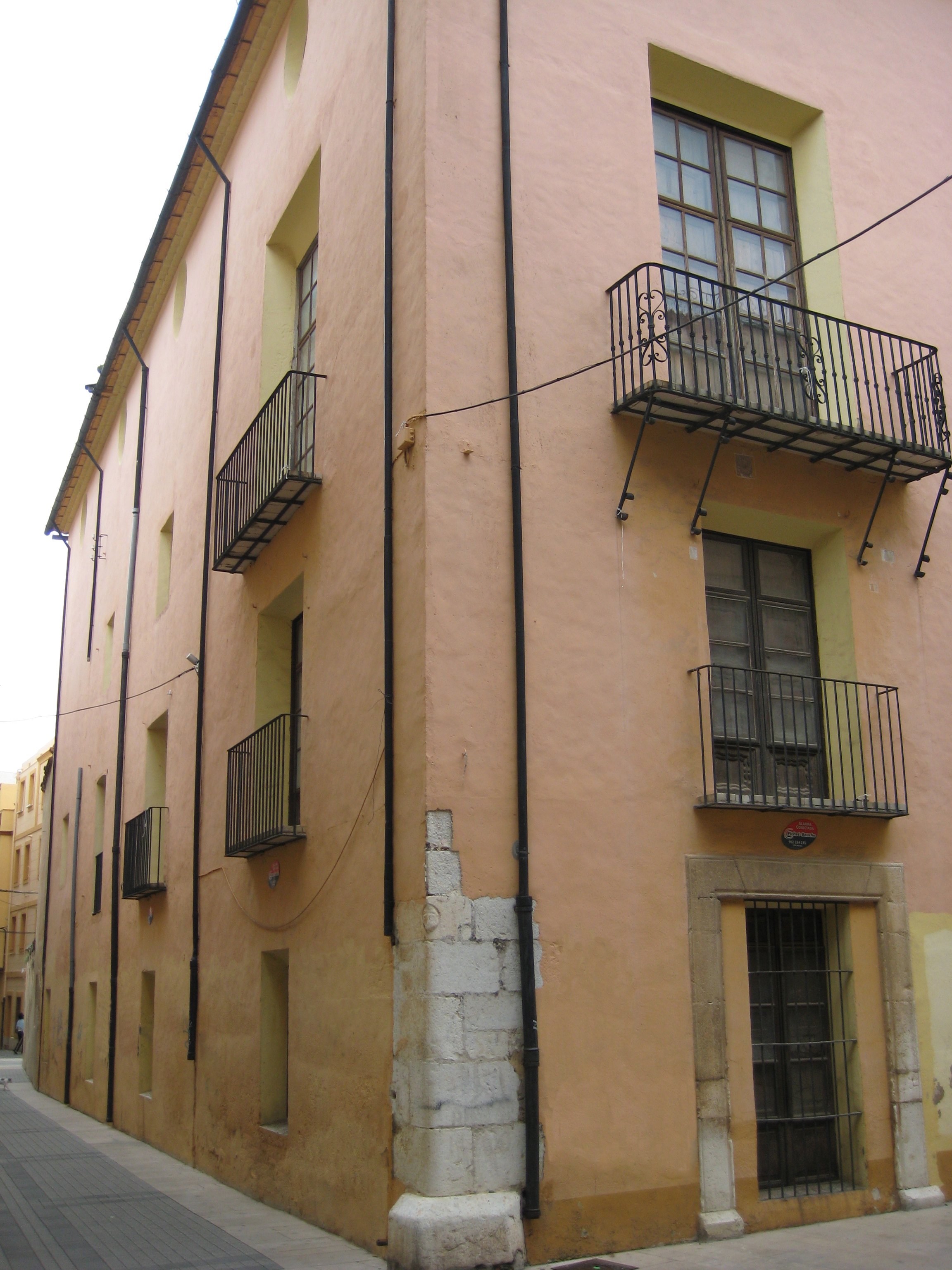
Façana lateral

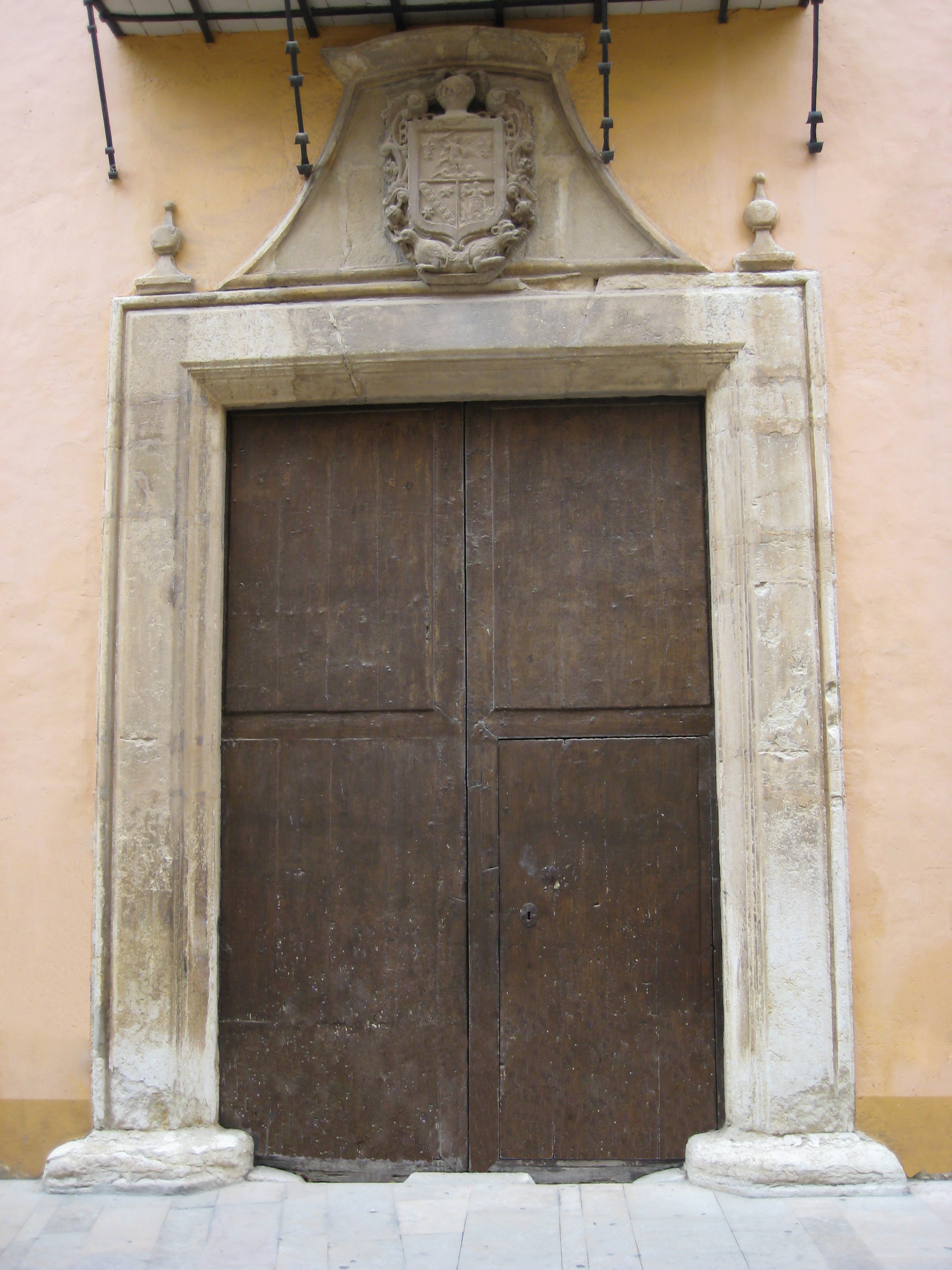
Portada

La casa, en el transcurs del temps, ha tingut diversos noms: Casa dels Miquel, Casa Gran i, des de 1905, Casa del Marqués, per haver-hi obtingut el propietari, Juan Pérez San Millán y Miquel, el títol de Marqués de Benicarló.
En ser una de les cases més grans de la població, l'edifici fou desitjat per la corporació municipal per traslladar-hi l'Ajuntament, i fou obert expedient de compra en els anys 1867-1868, que quasi finalitzat, es tancà pels canvis polítics provocats per la revolució de 1868. En els darrers anys, la corporació municipal ha tornat a estar interessada a adquirir la propietat, en aquest cas per preservar un dels més significatius edificis del patrimoni local; amb tot, l'actual crisi ha posposat la compra, i entretant, la propietat ha canviat de mans.

## Arquitectura
Edifici cantoner, enclavat en una propietat rectangular d'uns 750 m² que dona a tres carrers, Sant Joaquim, Salines i Sant Jaume, amb un jardí en la part posterior.
La façana principal, simètrica, permet apreciar la jerarquia interior de l'edifici: planta baixa, entresòl, pis principal i segon pis. La porta, amb llinda i brancals de carreus amb una senzilla motllura, està rematada per un escut amb les armes dels Miquel, Lluís i Polo, i als extrems, dues obertures, una finestra a l'esquerra i una porta, que dona a una petita capella, a la dreta; i al damunt, dos petits balcons. Del pis principal surten tres balcons amb tornapuntes, i al damunt, tres ulls de bou, pel segon pis. La façana lateral segueix el mateix esquema, amb finestres, petits balcons, balcons i ulls de bou, que corresponen amb les quatre plantes de l'edifici, i a mesura que avança cap al carrer de Sant Jaume, aquest esquema se simplifica.
En la planta baixa, una àmplia entrada de doble altura dona accés a dependències laterals, les de l'entresòl mitjançant una galeria amb balustrada, i permet l'entrada de carruatges fins a la part posterior, passant entre dues escales simètriques, i altres estances, entre elles, la cuina de diari.
En la planta principal destaquen les tres estances que donen a la façana principal, la central, una àmplia sala, i les laterals, dormitoris, amb un sòl cobert amb ceràmica valenciana del segle xviii, amb motius vegetals. I una estança que dona al carrer Salines, la cuina, amb totes les parets cobertes també de ceràmica valenciana del segle xviii amb motius vegetals i figures, productes i eines pròpies de la cuina d'aquells temps, amb una concepció especular de l'espai, on la cuina real queda reflectida en la cuina pintada.